# Robo Warriors
Robo Warriors è un film del 1996 diretto da Ian Barry.

## Trama
Pianeta Terra anno 2036. Un ragazzo combatte le entità aliene che hanno ridotto tutta l'umanita in schiavitù. L'unica possibilità per Zach Douglas (Kyle Howard) di eliminare definitivamente gli invasori dalla faccia della terra è di recuperare il robot "Earthbot" e di rimetterlo in sesto con l'aiuto dello scienziato Ray Gibson (James Remar).